# Ангел Тасински
Ангел Георгиев Тасински е български политик.

## Биография
Роден е на 5 юли 1909 г. в с. Рила. През 1912 г. семейството му се преселва в Горна Джумая. Завършва основно образование. Работи като дърводелец в Кочериново. От 1934 г. е член на ВМРО (обединена). Член на БКП от 1936 г. и като такъв е член на ОкК и Областния комитет на БКП в Горна Джумая. Лежи в затвора от 1935 до 1939 г. През 1941 г. отново е арестуван и интерниран в лагера Кръстополе, а от април 1944 г. и в лагера край село Рупел. През август 1944 г. избягва и става партизанин в Горноджумайския партизански отряд. След 9 септември 1944 г. е секретар на Градския комитет и Околийския и член на Окръжния комитет на БКП в Благоевград. През 1954 г. завършва Висшата партийна школа при ЦК на БКП. Кмет е на Благоевград от 6 февруари 1955 до април 1959 г. След това е назначен за директор на Държавното автомобилно предприятие в града (1959 – 1966). По време на мандата му се създава организиран градски транспорт (1956), до 1958 г. се построяват пътища до селата Горно Хърсово, Делвино, Покровник и Дъбрава. С указ № 2416 от 3 август 1984 г. е обявен за Герой на социалистическия труд. Умира на 29 февруари 1998 г. Носител е на ордените „Георги Димитров“, „9 септември 1944 г.“ II ст. и I ст., „Народна република България“, III ст., „Народна свобода 1941 – 1944 г.“ II ст. и други.